# Уэст-Ривер (Вайоминг)
Уэст-Ривер (англ. West River) — невключённая территория, расположенная в округе Уошаки (штат Вайоминг, США) с населением в 321 человек по статистическим данным переписи 2000 года.

## География
По данным Бюро переписи населения США невключённая территория Уэст-Ривер имеет общую площадь в 149,18 квадратных километров, из которых 148,15 кв. километров занимает земля и 0,78 кв. километров — вода. Площадь водных ресурсов округа составляет 0,52 % от всей его площади.
Невключённая территория Уэст-Ривер расположена на высоте 1243 метра над уровнем моря.

## Демография
По данным переписи населения 2000 года в Уэст-Ривер проживало 321 человек, 96 семей, насчитывалось 113 домашних хозяйств и 116 жилых домов. Средняя плотность населения составляла около 2,2 человек на один квадратный километр. Расовый состав Уэст-Ривер по данным переписи распределился следующим образом: 93,46 % белых, 0,62 % — коренных американцев, 0,93 % — представителей смешанных рас, 4,67 % — других народностей. Испаноговорящие составили 8,41 % от всех жителей невключённой территории.
Из 113 домашних хозяйств в 37,2 % — воспитывали детей в возрасте до 18 лет, 77,0 % представляли собой совместно проживающие супружеские пары, в 2,7 % семей женщины проживали без мужей, 14,2 % не имели семей. 14,2 % от общего числа семей на момент переписи жили самостоятельно, при этом 3,5 % составили одинокие пожилые люди в возрасте 65 лет и старше. Средний размер домашнего хозяйства составил 2,84 человек, а средний размер семьи — 3,11 человек.
Население невключённой территории по возрастному диапазону по данным переписи 2000 года распределилось следующим образом: 31,2 % — жители младше 18 лет, 4,0 % — между 18 и 24 годами, 30,2 % — от 25 до 44 лет, 24,0 % — от 45 до 64 лет и 10,6 % — в возрасте 65 лет и старше. Средний возраст жителей составил 38 лет. На каждые 100 женщин в Уэст-Ривер приходилось 104,5 мужчин, при этом на каждые сто женщин 18 лет и старше приходилось 110,5 мужчин также старше 18 лет.
Средний доход на одно домашнее хозяйство в невключённой территории составил 46 750 долларов США, а средний доход на одну семью — 48 125 долларов. При этом мужчины имели средний доход в 43 438 долларов США в год против 27 750 долларов среднегодового дохода у женщин. Доход на душу населения в невключённой территории составил 19 238 долларов в год. 17,4 % от всего числа семей в округе и 15,2 % от всей численности населения находилось на момент переписи населения за чертой бедности, при этом 16,8 % из них были моложе 18 лет .